# Alkoholfogyasztás

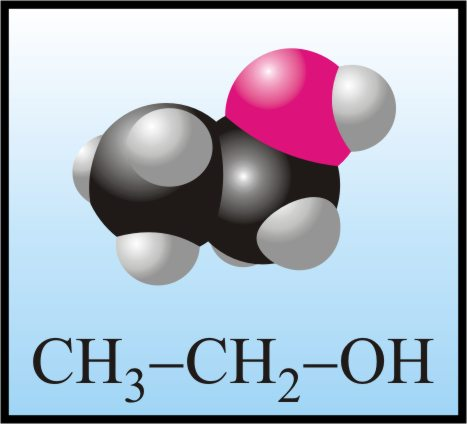
Etil-alkohol-molekula

Az alkoholfogyasztás az etil-alkohol (továbbiakban: alkohol, etanol) emberi elfogyasztása, általában alkoholos italok formájában.
Az alkohol a pszichoaktív drogok közé tartozik (depresszáns), emellett általános sejtméreg, mely pusztítja a szervezetet. Nincs olyan szerv, amelyre ne hatna károsan, és nincs olyan betegség, amelynek kialakulásának kockázatát ne növelné. Az alkoholos italok fogyasztása drasztikusan növeli a szív- és érrendszeri betegségek, a szájüregi rák, a gégerák, a nyelőcsőrák, a gyomorrák, a májrák, a vastagbélrák és az emlőrák kialakulásának kockázatát, fogyasztásának következményeként az agy öregedik és csökken a térfogata, a szürke- és fehérállománynak pedig csökken a tömege.
„Nincs olyan alkoholmennyiség, amely biztonsággal fogyasztható lenne” – fogalmaz egy tanulmány. Több tanulmány, így a Scientific Reports online tudományos folyóirat 2015-ös, a Scientific Research Society 2017-es, és a David Nutt, a bristoli egyetem pszichofarmakológiai tanszékének vezetője által vezetett 2010-es kutatás közlése a legveszélyesebb kábítószernek minősítette az alkoholt. Manfred Singer professzor, német alkoholkutató az Apotheken Umschau című szaklapnak nyilatkozva már 2009-ben kiegészítette ezt azzal az állításával, hogy „valamilyen módszertani hiba áll az elmúlt években megjelent csaknem minden olyan tanulmány hátterében, amely az egészségre hasznosnak minősíti a mérsékelt szeszesital-fogyasztást.”
Funk Sándor addiktológus elsősorban a magyarországi alkoholizmussal kapcsolatban tett a szűk szakmai fórumokon kívüli nyilvános megnyilatkozásokat televíziókban, rádiókban. Több évtizede gyakorló orvosként többször felhívta a figyelmet az alkoholfogyasztás veszélyeire. Magát az alkoholt kábítószernek minősítette, és 2013-ban a következő kijelentést is tette: 
„Az egyik, ha nem a legveszélyesebb drog az alkohol. Nem csak azért, mert rendkívül súlyos élettani hatásai vannak, és függőséget okoz. A hivatalos statisztikai adatok is azt mutatják, hogy az erőszakos bűncselekmények hatvan százalékánál az italnak fontos szerepe van. Az Országos Rendőr-főkapitányságtól (ORFK) 2007-ig visszamenőleg megkaptuk azoknak a regisztrált bűncselekményeknek az adatait, amelyekben az elkövető valamilyen tudatmódosító szer vagy alkohol hatása alatt állt. Az eredmény döbbenetes: az egy évben elkövetett gyilkosságok nyolcvan százalékánál szerepe volt a szesznek. De az is elrettentő, hogy egy évben egy kisebb településnyi embert vernek össze a részegek. 2007-ben 1781 alkoholos állapotban elkövetett testi sértést regisztráltak, 2008-ban pedig már 2046-ot. Azóta ugyan folyamatos a csökkenés, de az adatok még így is elrettentôek.”
Az elmúlt évek kutatásai egyértelműen kimutatták, hogy az alkohol az egyik legveszélyesebb drog, amely az emberi szervezet minden sejtjét roncsolja. Ezért az alkoholos italok rendkívül egészségtelen narkotikus drognak minősülnek. Fogyasztásuk már kis mennyiségben is súlyosan károsítja a szervezetet. Ezt a véleményt megerősíti a Állami Egészségügyi Ellátó Központ, amely szerint „az alkohol legális drog, mely lassú öngyilkossághoz vezet”.
A mi agyunk az a nemzetnek a vagyona. A fő-fő reménysége [...] ami az emberek koponyájában van. Addig hasznos, addig emberi az élet, amíg az agy teljes teljesítőképességű. És ezt veszélyezteti az alkohol, az egy idegméreg.

## Az alkohol fogyasztása

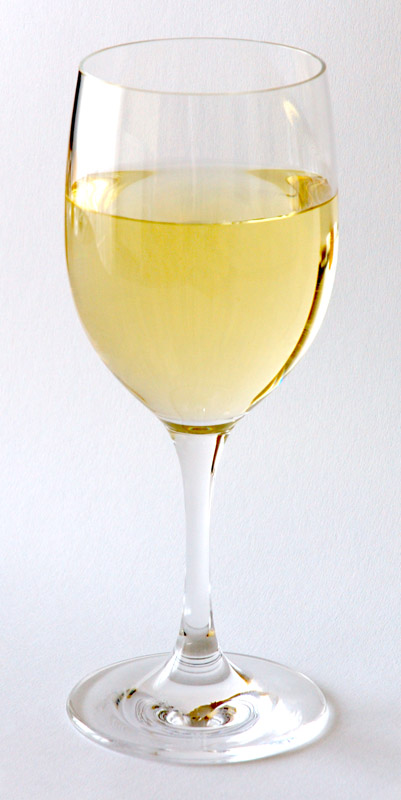
Fehér bor

Vörös bor

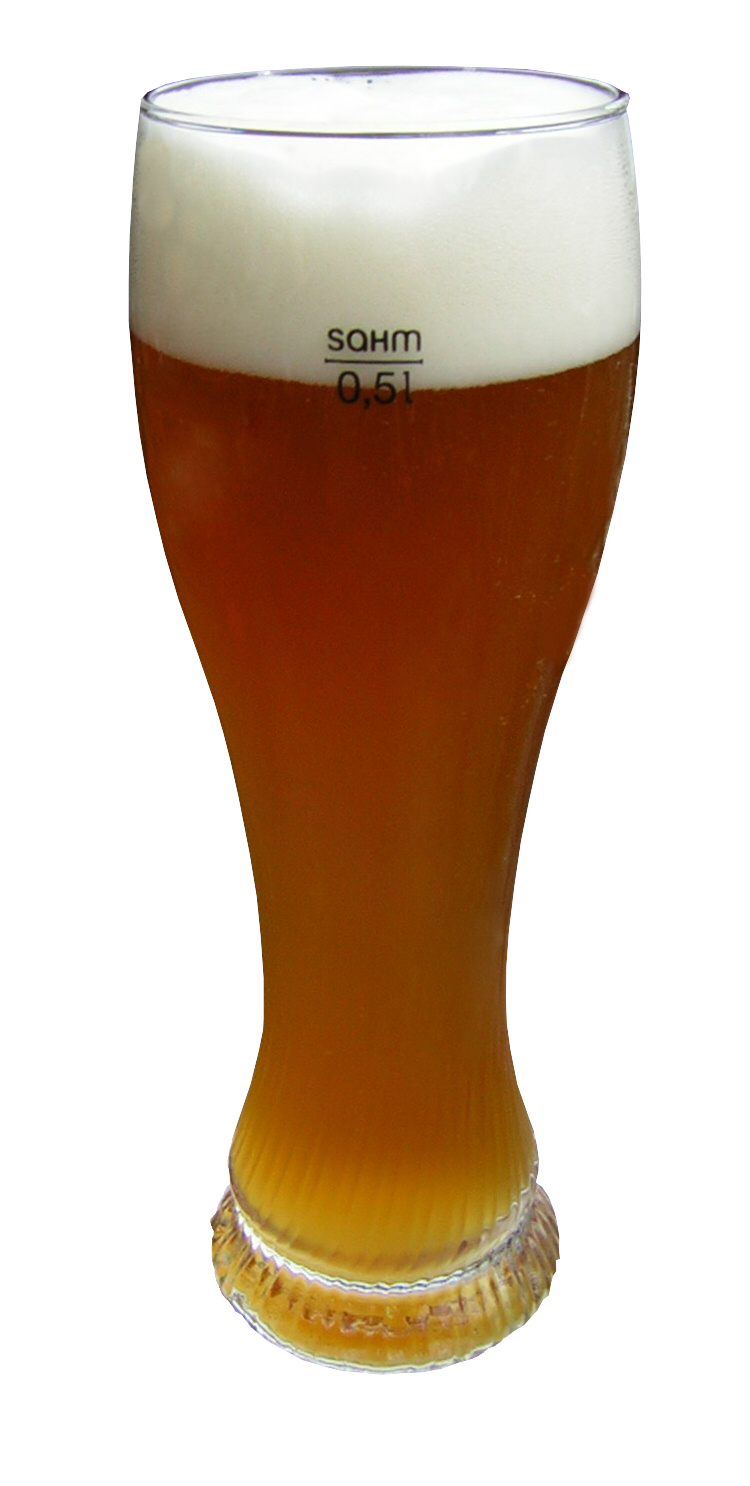
Világos sör

Az alkoholt leggyakrabban a szájon keresztül fogyasztják el alkoholos italok formájában, így a szájüregből a nyelőcsövön keresztül a gyomorba kerül. Az etanol a tápcsatornán belül nem kerül semmilyen átalakításra, hanem változatlan formában szívódik át a véráramba. A felszívódás már a gyomorban megkezdődik, de a bevitt alkohol nagy része a vékonybél falain keresztül kerül át a vérbe. A tápcsatorna ezen szakaszaiból vérbe kerülő anyagok a vérárammal a májba szállítódnak, amely szervnek fontos szerepe van a homeosztázis, így a vér különböző összetevőinek mennyiségének szabályozásában. Így történik ez az alkohollal is, amely egy részét a máj elkezdi eloxidálni. Ha egyszerre nagyobb mennyiségű alkohol kerül a szervezetbe, a máj nem képes hirtelen az összeset lebontani, ezért bizonyos százalékban a vérben marad. Elsősorban ez fogja okozni az alkoholfogyasztás rövid távú tüneteit (avagy a „részegséget”), ugyanis a keringés által eljut a szervezet minden részébe, így az agyba is, ahol ezek a rövid távú hatások könnyen megnyilvánulhatnak.

## Alkohol fogyasztása élvezeti anyagként
Az egyik alapvető tudatmódosító, kedvcsináló anyag volt az ókorban és a középkorban. Nagyon sokrétű, és hitelesnek tekinthető források írnak a görögök, a rómaiak, a vikingek, a germánok stb. fogyasztási szokásairól, és nagy királyinkról is említik. Persze messze nem csak a tudatmódosító hatás volt akkor a domináló (még, ha időnként ez került is figyelem központjába), hanem az, hogy akkoriban a kutak, folyók vize sokszor súlyos betegségeket terjesztettek, és ezt igyekeztek „józanul” kiiktatni. Fogyasztása rendkívül változatos a különböző, alapvetően a nyugati kultúrákban. Az iszlám a fogyasztását tiltja. A keleti kultúrákban inkább más tudatmódosítók, főleg az ópium származékok fogyasztása terjedt el.

### Nagy alkoholfogyasztók
Nagy borfogyasztók voltak az ókori görögök és rómaiak. Nagy Sándor és Claudius császár ivászatainak a történetírók is nagy teret szenteltek. Nagy Sándor esetében lehet, hogy ez hozzájárult a halálát okozó – valószínűleg fertőzéses májbetegség – kialakulásához. Claudius esetében inkább a későbbi császárokat kiszolgáló történetírók (főleg Seneca) unszimpátiája állhat a háttérben, hiszen Claudius alapjában a jó római császárok közé sorolható, mivel nagyjából sikerült rendet tennie az őrült Caligula után maradt zűrzavarban. (A feleségével, Messalinával, viszont nemigen volt szerencséje, de Agrippinával sem.) Végül is nem ismerjük pontosan az ókori borok készítési módját, de elég erősek (vagy adalékanyagokkal manipuláltak?) voltak ahhoz, hogy elég gyorsan lerészegedjenek tőle. Nagy sörivók voltak a vikingek és a germánok. Itt sem világos, hogy milyen erősségű volt a sör, amit ittak, mert sok gondot okozott a lerészegedés. Viszont vannak utalások arra, hogy valamilyen gombák hozzáadásával némileg „felerősítették” az italt. Bár lehetséges, hogy ez nem volt kifejezetten szándékos, hiszen ismeretes, hogy a középkori nagy egyéni (boszorkányság) és kollektív (táncjárvány) őrületekben is valószínűleg a gabonának az (LSD-hez hasonló hatású anyagokat is tartalmazó) anyarozzsal való szennyezettsége lehetett a kiváltó ok. De, hogy az alkoholizálást az iszlám sem tudta megakadályozni, arról beszédesen tanúskodik az egyik török szultán (II. Szelim) „Részeges Szelim” ragadványneve.

## Az etanol hatásai az emberi szervezetre
Fontos kiemelni, hogy mennyiségtől függetlenül az alkoholos italokban lévő alkohol, pontos nevén etil-alkohol (borszesz, C2H5OH) az emberi szervezet egészére önmagában mérgező vegyület. Ennek egyik fontos és kedvelt – ám korántsem kizárólagos – része a tudatmódosító képesség – azaz az etanol hatással van az idegrendszerre, ezért orvosi szakszóval pszichoaktív szernek minősül. A tünetek növekedését viszont nem kizárólag az elfogyasztott alkoholos ital mennyisége, hanem azok alkoholtartalma is befolyásolja.
Az alkohol emellett kiváltó okként szerepelhet többek közt az elhízás, a memóriaromlás, a depresszió, a stroke, a máj-elzsírosodás, és a hasnyálmirigy-gyulladás esetén is. „Nincs olyan alkoholmennyiség, amely biztonsággal fogyasztható lenne” – fogalmaz egy másik tanulmány. Manfred Singer professzor, német alkoholkutató az Apotheken Umschau című szaklapnak nyilatkozva már 2009-ben felhívta a közfigyelmet arra, hogy „valamilyen módszertani hiba áll az elmúlt években megjelent csaknem minden olyan tanulmány hátterében, amely az egészségre hasznosnak minősíti a mérsékelt szeszesital-fogyasztást.”
Az alkohol más drogoktól eltérően érthetetlen okokból széles körben elfogadott, jogilag általában bizonyos keretek között fogyasztása és forgalmazása engedélyezett Magyarországon is. Számtalan vélemény szerint a legveszélyesebb kábítószer. Ezeket a nézeteket Magyarországra nézve Szemelyácz János pszichiáter, addiktológus és pszichoterapeuta is megerősíti. Az alkohol azonban számos országban – köztük Magyarországon – még ennek ellenére is legális. Egyben hozzáteszi:
„[az alkoholfogyasztás] számos pszichés gond oka, és nagyban terheli az ellátórendszert, kezelése elképesztő pénzmennyiséget emészt fel. De itthon az alkohol ennek ellenére nem drog, hanem „hungarikum”. Az esti vörösborozás és a szatmári szilvapálinka a kultúra része. Ha megnézzük a fesztiválévadot, akkor minden hétvégére jut valamilyen alkoholhoz köthető rendezvény. Közben az alkoholmentes sört a puhánysággal kapcsolják össze. Az alkoholhoz képest az illegális és a féllegális drogok használata okozta problémák elenyészőek.”

## Harc az alkoholfogyasztás ellen
Az alkoholfogyasztás korlátozásával az alkohol okozta súlyos gazdasági, társadalmi és közegészségügyi károkat igyekeznek megelőzni. A 20. század elején a protestáns többségű észak-európai országokban és Észak-Amerikában a szesztilalom lendületének nagy részét a protestánsok alkoholellenes erkölcsi meggyőződése adta. Az alkoholtilalmat támogató mozgalmak megerősödése Nyugaton egybeestek a nők választójogának bevezetésével, mivel az újonnan választójogot kapott nők elkötelezetten támogatták az alkoholfogyasztást tiltani szándékozó politikát.
Miután az Amerikai Egyesült Államokban egyre többen (pl. Nemzeti Prohibiciós Párt) ismerték fel az alkoholmentes társadalom szükségességét az Amerikai Egyesült Államokban, és 26 tagállamban (akkoriban 48 tagállama volt) már betiltották az alkohol forgalmazását, ezért 1920. január 16-án életbe lépett a 18. alkotmánymódosítás, amely az egész államszövetség területén megtiltotta az alkohol előállítását, forgalmazását és behozatalát. A törvényt Volstead-törvény néven is ismerik, Andrew Volstead republikánus politikus után.
A szesztilalom bevezetésének voltak gazdasági és társadalmi okai is. Azok a munkások ugyanis, akik alkoholos italokat fogyasztottak, kisebb mértékben munkaképesek, és nem tudnak olyan minőségben dolgozni, mint azok, akik nem ittak. Emellett az alkoholbetegek egészségügyi rehabilitációját is az egészségügyi kasszából kell finanszírozni, ami miatt az egészségügy fenntartására nem jut elég pénz. Az alkoholfogyasztás káros hatásait pedig az alkoholfogyasztók családtagjai is elszenvedik, hiszen az alkoholt fogyasztó személyek nagy eséllyel nem tudják eltartani a családjukat, és az alkoholos befolyásoltság alatt elkövetett családon belüli erőszak miatt az alkoholfogyasztók családtagjai kénytelenek erőszakot elszenvedni, és emiatt rettegésben élnek.

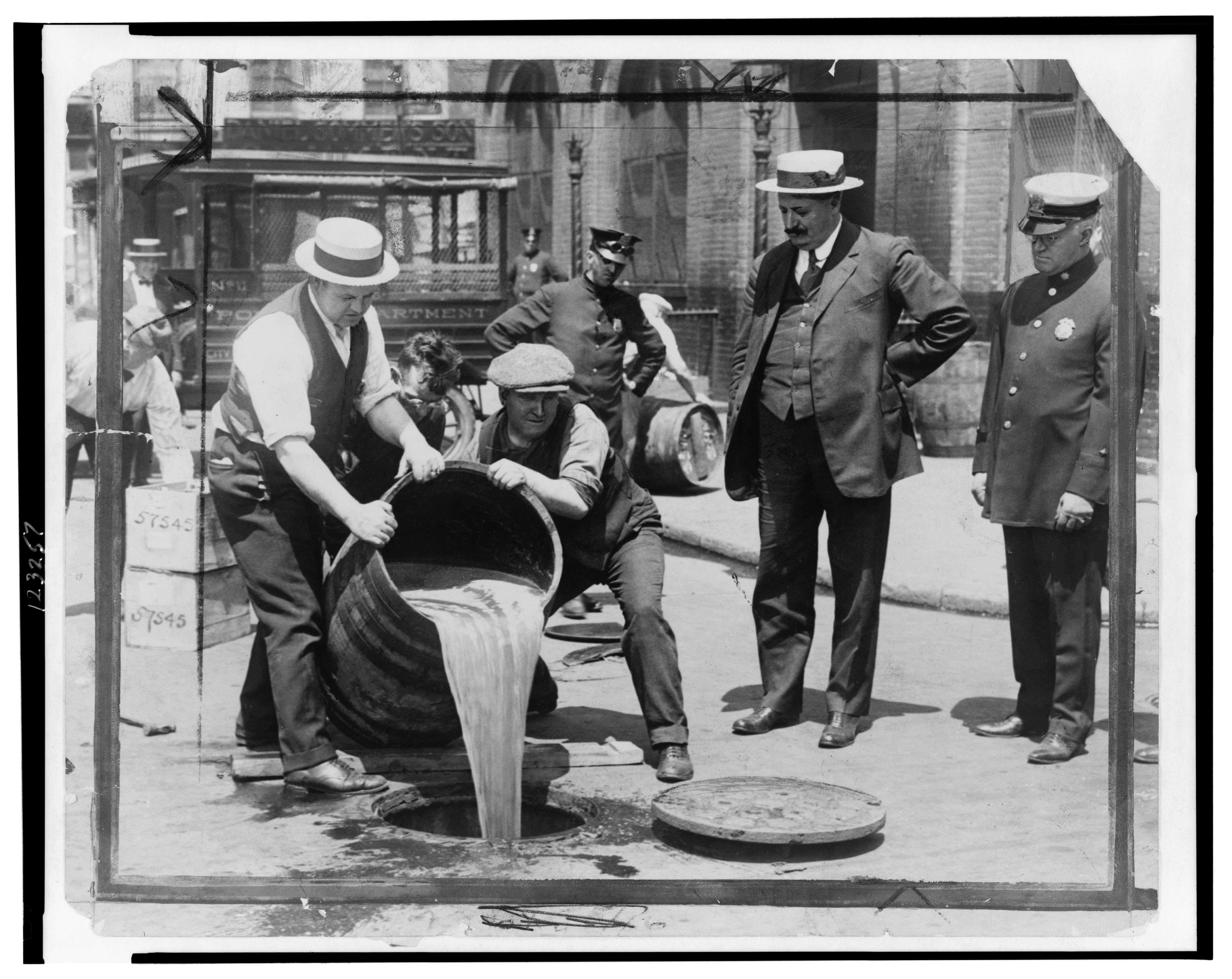
Szesz ártalmatlanítása. Mindennapos jelenet az amerikai szesztilalom idején

A szesztilalom bevezetése után az alkoholfogyasztás jelentősen visszaesett, azonban nem szűnt meg teljes egészében, mert a feketekereskedelem kiépült. Ezért a rendőrség és az ügyészség igen komoly lépésekkel próbálta betartatni a törvényt. Az alkoholtilalmat végül a pozitív társadalmi hatásai ellenére megszüntették arra hivatkozva, hogy állítólag olyan fokú bizonytalanságot teremtett az amerikai társadalomban, amelynek kockázatai meghaladták azokat a jótékony hatásokat, amelyekkel jártak (az alkoholfogyasztás jelentős visszaesése, betegségek csökkenése). A tilalmat végül 1933. december 5-én oldották fel.
A feketekereskedelem segítségével gazdagodott meg például Al Capone is, de valamennyi másik gengszterbanda szakosodott az illegális alkoholkereskedelemre. Az alkoholpiac felosztásáért véres háborúkat vívtak ezek a bandák, s törekedtek arra, hogy a környékükön minél kevesebb legyen a szabadúszó, egyéni vállalkozás, csakis ők irányíthassák a lepárlókat. Több ezer zugfőzde működött az országban, volt ahol egyénileg vezette néhány zugfőző, másutt a bandák kezében összpontosult. Ugyanakkor az 1929-es nagy gazdasági világválságtól kezdve az illegális szeszforgalmazás hatalmas mértékben esett vissza. A jólét csökkenésével az alkoholra nem volt túlzott igény, sokkal inkább a napi szükségletekre fordították az emberek a keresetüket, így a maffiahálózatok fokozatosan áttértek más ágazatokra, majd a Volstead-törvény megsemmisítésével teljesen felhagytak ezzel az ágazattal.
A fentiek mellett azonban a Madzsar József orvos (1878–1944) által szerkesztett Társadalmi lexikon (1928) olyan adatokat is közöl, amelyek a szesztilalom pozitív társadalmi hatásait mutatják be:
| 73%-kal csökkent 1922-ben 1917-re viszonyítva az iszákosság következtében segélyre szorulók száma |
| A fogházak 20%-át be kellett csukni rabok hiánya miatt. |
| A gümőkóros halálozások 1919 és 1922 között 41,2%-kal csökkentek. |
| New York városban 1917 óta: - 20%-kal csökkent a halva születettek száma, - 51%-kal csökkent az öt éven aluli gyermekek halandósága, - 59%-kal csökkent a tuberkulózishalandóság, - 55%-kal csökkent a májzsugorhalandóság, - 28%-kal csökkent a veselobhalandóság. |